# Brandon, Vermont
Brandon, kommun (town) i Rutland County, Vermont, USA. Enligt 2020 års folkräkning hade staden en befolkning på 4 129 invånare.

## Kända personer från Brandon
- Thomas Jefferson Conant, bibelforskare
- Thomas Davenport och Emily Davenport, uppfinnare av elmotorn och elloket
- Stephen A. Douglas, Demokratiska partiets kandidat vid presidentvalet i USA 1860